# Cobitis bilseli
Cobitis bilseli és una espècie d'actinopterigi que pertany a la família dels cobítids. És endèmic de Turquia i es troba en rius i llacs d'aigua dolça. Es troba amenaçat per la pèrdua del seu hàbitat natural.